# Ben Whishaw
Benedict "Ben" Whishaw (Clifton, Anglaterra, 14 d'octubre de 1980) és un actor anglès.
Format a la Royal Academy of Dramatic Art, va saltar a la fama interpretant Jean-Baptiste Grenouille a la pel·lícula El perfum: història d'un assassí.

## Biografia
Ben Whishaw va néixer el 14 d'octubre de 1980 a Bedfordshire, fill de Josey Whishaw, un tècnic en computació i de Linda Whishaw, una cosmetòloga. Va estudiar en l'Acadèmia Reial d'Art Dramàtic. Té un germà bessó, James, i va ser membre de la Bancroft Players Youth Theatre del Hitchin's Queen Mother Theatre.
Va estudiar a la Henlow High School i Samuel Whitbread Community College de Clifton, Bedfordshire-al centre d'Anglaterra-. Durant el temps amb el grup, va saltar a la fama en col·laboració amb la companyia de teatre Big Spirit. Es va graduar en la Royal Academy of Dramatic Art l'any 2003.
Whishaw és potser més conegut pel seu primer paper com a Hamlet, i el seu paper com el personatge principal en la pel·lícula Perfum: La Història d'un Assassí de Tom Tykwer.
Va actuar en diversos curtmetratges, com If This Is A Man (basat en el llibre de Primo Levi, un supervivent del camp de concentració nazi d'Auschwitz el 1995, presentat en el Festival d'Edimburg).
El 2004, després d'una iniciativa de Trevor Nunn es va ajuntar amb el jove elenc de la producció de Hamlet en el Old Vic, que va rebre crítiques molt favorables. El paper va ser compartit amb Al Weaver, que va veure a Whishaw interpretar totes les nits excepte els dilluns i matinés. Nunn diu que va fer aquest arranjament a causa de la joventut dels dos actors que estaven al capdavant, per alleujar una mica la pressió en cadascun. Va ser Whishaw, no obstant això, qui va aparèixer més destacat en els materials de màrqueting i en la majoria de les crítiques.
Les seves pel·lícules i crèdits de televisió també inclouen Layer Cake el 2005, la sitcom Nathan Barley, en la qual va interpretar a un personatge anomenat Pingu. Va ser nomenat "Revelació més Prometedora" el 2001 als Premis British Independent Film (per El meu Germà Tom) i, el 2005, va ser nominat com a millor actor en quatre lliuraments de premis per Hamlet. També va interpretar a Keith Richards en la pel·lícula biogràfica de Brian Jones Stoned. La primavera de 2005, Whishaw va rebre molta crítica per la seva interpretació d'un traficant de drogues, actuant al costat de Robert Boulter i Ayres Fraser en el molt controvertit Philip Ridley en Mercury Fur.
En El perfum, Whishaw va interpretar a Jean-Baptiste Grenouille, un perfumista l'art del qual es torna mortal. La pel·lícula va ser llançada a Alemanya al setembre de 2006 i en els Estats Units d'Amèrica al desembre de 2006.
El mateix any va treballar Whishaw en l'obra abandonada de Pawel Pawlikowski The Restraint of Beasts. Whishaw va aparèixer en I'm Not There el 2007 com una de les reencarnacions de Bob Dylan, en Criminal Justice, una sèrie per a la BBC, el 2008, una nova adaptació de Retorn a Brideshead. A finals de 2009 va protagonitzar Cock, una nova obra de Mike Bartlett en el Royal Court Theatre. També va interpretar al poeta John Keats en la pel·lícula Bright Star, que va ser escrita i dirigida per Jane Campion.
Al febrer de 2010, Whishaw va tenir un gran èxit de Broadway en el seu debut en el Teatre MCC en l'estrena als EUA de l'obra guanyadora de la concessió de l'orgull per Alexi Kaye Campbell. L'actuació la va coprotagonitzar amb Hugh Dancy i Andrea Riseborough, dirigida per Joe Mantello.
Es va confirmar el 25 de juliol de 2013, que participaria en l'obra Mullo de Jez Butterworth, desenvolupada a Londres durant els anys 50 i basada en fets reals. El seu personatges és el de Baby, un jove amb problemes mentals.

## Vida personal
| « | Per a mi, és important mantenir un nivell d'anonimat. Com a actor, el teu treball és convèncer a la gent que ets una altra persona. Així que si un està constantment parlant a la gent sobre si mateix, crec que està llançant pedres sobre la seva pròpia teulada. | » |

| « | Com a actor tens dret a la intimitat i el misteri, sigui quina sigui la teva sexualitat, facis el que facis. No veig per què ha de ser una cosa del que parlis obertament solament perquè perquè la teva professió és mediàtica. No acabo d'entendre per què convertim als actors en famosos | » |

L'agost de 2013, un representant de Whishaw va confirmar el seu enllaç amb el compositor australià Mark Bradshaw l'agost de 2012.

## Filmografia
| Any  | Pel·lícula                                 | Personatge                    | Director                      |
| ---- | ------------------------------------------ | ----------------------------- | ----------------------------- |
| 2004 | L'intrús (Enduring Love)                   | Spud                          | Roger Michell                 |
| 2005 | Stoned                                     | Keith Richards                | Stephen Woolley               |
| 2006 | El perfum: Història d'un assassí           | Jean-Baptiste Grenouille      | Tom Tykwer                    |
| 2007 | I'm Not There                              | Arthur                        | Todd Haynes                   |
| 2008 | Retorn a Brideshead (Brideshead Revisited) | Sebastian Flyte               | Julian Jarrold                |
| 2009 | Bright Star                                | John Keats                    | Jane Campion                  |
| 2009 | The International                          | Rene Antall                   | Tom Tykwer                    |
| 2010 | The Tempest                                | Ariel                         | Julie Taymor                  |
| 2012 | Skyfall                                    | Q                             | Sam Mendes                    |
| 2012 | Cloud Atlas                                | Robert Frobisher - Georgette  | Tom Tykwer, Germans Wachowski |
| 2013 | The Zero Theorem                           | Doctor                        | Terry Gilliam                 |
| 2014 | Lilting                                    | Richard                       | Hong Khaou                    |
| 2014 | Days and Nights                            | Eric                          | Christian Camargo             |
| 2014 | Paddington                                 | Os Paddington (veu)           | Paul King                     |
| 2015 | Spectre                                    | Q                             | Sam Mendes                    |
| 2015 | Sufragistes                                | Sonny                         | Sarah Gavron                  |
| 2017 | Paddington 2                               | Os Paddington (veu)           | Paul King                     |
| 2018 | A Very English Scandal                     | Norman Josiffe / Norman Scott | Stephen Frears                |
| 2018 | Mary Poppins Returns                       | Michael Banks                 | Rob Marshall                  |
| 2019 | Little Joe                                 | Chris                         | Jessica Hausner               |
| 2019 | The Personal History of David Copperfield  | Uriah Heep                    | Armando Iannucci              |
| 2020 | Surge                                      | Joseph                        | Aniel Karia                   |
| 2021 | No Time to Die                             | Q                             | Cary Joji Fukunaga            |